# Laphria concludens
Laphria concludens är en tvåvingeart som beskrevs av Walker 1859. Laphria concludens ingår i släktet Laphria och familjen rovflugor. Inga underarter finns listade i Catalogue of Life.